# Lycodapus fierasfer
Lycodapus fierasfer és una espècie de peix de la família dels zoàrcids i de l'ordre dels perciformes.

## Morfologia
- Els mascles poden assolir 15 cm de longitud total.[4][5]

## Hàbitat
És un peix marí i d'aigües profundes que viu entre 50-2.212 m de fondària.

## Distribució geogràfica
Es troba des del Mar de Bering fins al Perú.

## Observacions
És inofensiu per als humans.